# Heinrich Himmler
Heinrich Luitpold Himmler (Monaco di Baviera, 7 ottobre 1900 – Luneburgo, 23 maggio 1945) è stato un politico, generale e criminale di guerra tedesco, Reichsführer delle Schutzstaffel dal 1929, comandante della polizia dal 1936 e delle forze di sicurezza del Terzo Reich (Reichssicherheitshauptamt) dal 1939.
Dopo il misterioso volo in Scozia di Rudolf Hess (fino ad allora considerato "delfino" del Führer) nel 1941 e il suo internamento in Gran Bretagna, Himmler fu considerato il numero due della Germania nazista assieme a Hermann Göring: i due, infatti, erano gli ufficiali più alti in grado di tutte le forze militari di quel tempo e detenevano cariche istituzionali di altissimo livello ed erano perciò considerati (assieme al ministro della propaganda Joseph Goebbels) i più potenti e influenti dopo lo stesso Hitler. Nel 1943 venne anche nominato ministro dell'Interno del Reich.
Come Göring, Himmler fece il doppio gioco cercando a sua volta di scalzare Hitler per sostituirglisi e cercò di trattare la resa con gli Alleati; fu perciò destituito da Hitler, ormai senza potere, nell'aprile 1945. Catturato dagli inglesi per essere giudicato come criminale di guerra dal Tribunale militare internazionale di Norimberga, si diede la morte con una capsula di cianuro il 23 maggio 1945.
Fu uno dei maggiori responsabili della instaurazione del cosiddetto "Nuovo ordine nazionalsocialista", nonché il diretto organizzatore della soluzione finale della questione ebraica, all'origine dell'Olocausto, assieme ai suoi sottoposti Reinhard Heydrich e Adolf Eichmann.

## Biografia

### La gioventù

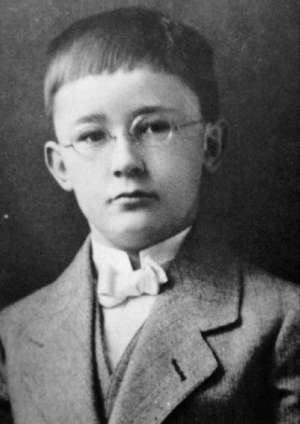
Himmler da bambino

Heinrich Himmler nacque a Monaco di Baviera il 7 ottobre 1900, secondogenito dei tre figli di Joseph Gebhard Himmler, facoltoso insegnante di scuola superiore, e di Anna Maria Heyder, una casalinga, fervente cattolica, figlia di un uomo d'affari. Il padre si interessò molto dell'educazione di Heinrich e dei suoi fratelli: Gebhard, il primogenito più vecchio di due anni e Ernst, l'ultimo, più giovane di cinque anni.
Allo scoppio della prima guerra mondiale, Himmler, che allora aveva quattordici anni, seguì con vivo interesse gli avvenimenti e spinse i genitori a servirsi delle loro amicizie - il padre, infatti, era stato il precettore del principe Enrico di Wittelsbach - per aiutarlo a trovare un posto di ufficiale cadetto ancor prima di finire il ginnasio. Tuttavia la guerra finì prima che gli fosse data l'opportunità di andare al fronte.
Sposò Margarete Boden nel giugno del 1928, dalla quale avrà una figlia, Gudrun Burwitz, nel 1929.

### L'ingresso nel Partito Nazionalsocialista
Dall'aprile del 1919 Himmler s'iscrisse a diversi Freikorps, tra i quali Landshut, Oberland, 21° Schützenbrigade ed Einwohnerwehr, per "cancellare l'onta di Versailles" e abbattere la "dittatura marxista". Questi arruolamenti furono in parte dovuti al senso di colpa che egli ebbe per non aver potuto combattere nella Grande Guerra. Terminati gli studi universitari nel 1922 con un diploma in agraria, trovò immediatamente lavoro presso una ditta di concimi, la Stickstoff-Land.
Iscrittosi al Partito Nazionalsocialista Tedesco dei Lavoratori nel 1923, tessera nº 156, lo stesso anno partecipò al fallito putsch di Monaco, ma, mentre Ernst Röhm e Adolf Hitler vennero arrestati, Himmler venne considerato un comprimario insignificante e pertanto non subì punizioni. Nella primavera del 1925 venne licenziato e, disoccupato, decise di entrare nella nuova formazione politica Movimento di liberazione nazionalsocialista di Erich Ludendorff. In quel periodo conobbe anche Gregor Strasser, di cui divenne di lì a breve il segretario personale. Strasser, infatti, dopo lo scioglimento d'autorità del movimento nazionalsocialista, stava tentando di ricostruire il partito.
Dopo la ricostituzione, il 27 febbraio 1925, dello NSDAP, Himmler riuscì rapidamente a scalare i vertici del partito. Funzionario del Gau della Bassa Baviera, con sede a Landshut, provvide a rivitalizzare le sezioni nazionalsocialiste della zona. Sempre nel 1925, venne promosso vice-Gauleiter della Bassa Baviera-Alto Palatinato. L'anno seguente venne nominato facente funzioni di Gauleiter dell'Alta Baviera-Svevia, poi vice responsabile nazionale della propaganda del partito e infine, nel 1927, facente funzione di dirigente nazionale delle Schutzstaffel.

### L'ingresso nelle SS

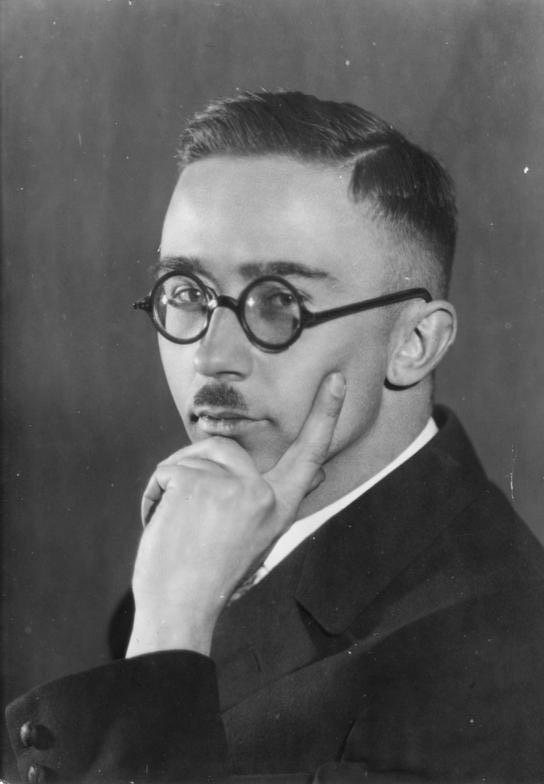
Himmler nel 1929, foto di Heinrich Hoffmann

Le SS, che negli anni venti contavano poche decine di uomini, crebbero insieme all'avanzare della carriera di Himmler. Il 6 gennaio 1929 Hitler nominò Himmler Reichsführer delle Schutzstaffeln. La piccola formazione paramilitare era ancora una formazione marginale all'interno delle SA, le Sturmabteilungen di Ernst Röhm, che erano diventate un vero e proprio esercito al servizio del partito. Himmler si mise subito al lavoro. Secondo i suoi progetti, mentre nelle SA contava la quantità, le SS si sarebbero contraddistinte per la qualità, per formare una guardia elitaria, sull'esempio dei pretoriani della Roma imperiale, vincolando gli uomini con un giuramento personale a Hitler, divenendo in tal modo disposti a eseguire ogni ordine risolutamente e senza troppe domande.
Esempio concreto e vistoso di questa cieca ubbidienza divenne il motto Meine Ehre heißt Treue (Il mio onore si chiama fedeltà), che venne inciso sulle fibbie delle cinture delle divise delle SS e sui pugnali d'onore. Fu proprio Adolf Hitler, nell'aprile del 1931, a rendere omaggio in questo modo alla lealtà delle unità SS di Berlino che, guidate da Kurt Daluege, repressero sul nascere il tentativo di rivolta delle SA più radicali.
Nel frattempo, le SS e, di pari passo, Himmler, che sceglierà personalmente i membri dell'organizzazione fino al 1935, uscirono a poco a poco dall'ombra. I duecento uomini del 1928 erano saliti a mille l'anno seguente, raggiungendo una forza di 50.000 uomini nel 1934. Nel 1931, inoltre, sotto la guida di Reinhard Heydrich, venne creato un servizio segreto all'interno delle stesse SS, il Sicherheitsdienst (SD).

### Il consolidamento del potere
Dopo la vittoria alle elezioni del 1933 e la nomina a Cancelliere, Hitler si accorse che le squadre delle SA, indisciplinate e violente, non erano più necessarie e, anzi, costituivano un fattore di disturbo e di pregiudizio per la sua immagine di uomo votato all'ordine e alla pace sociale ed erano altresì un ostacolo alla strada per il rafforzamento del suo potere. Il generale Werner von Blomberg, ministro responsabile della Reichswehr, era stato molto chiaro: Hitler avrebbe potuto contare sull'appoggio dell'esercito, della marina e della nascente aviazione solo se fossero rimaste le uniche forze armate del Reich. Anche negli ambienti tradizionalisti e conservatori dell'economia e della politica si guardava con diffidenza e con paura all'armata popolare, animata da idee rivoluzionarie e anticapitaliste e guidata dal turbolento Ernst Röhm.
Anche all'interno dello stesso NSDAP vi erano correnti, spinte da interessi personali, che volevano infrangere il potere delle SA. Una di esse faceva capo a Hermann Göring, che temeva che l'aumento del potere di Röhm lo avrebbe scalzato di fatto da numero due del partito; l'altra era guidata appunto da Himmler, che mal sopportava che le SS, viste da lui come un ordine elitario militar-cavalleresco, fossero ancora formalmente subordinate alle SA.
Le SS ebbero un ruolo di assoluto rilievo nella preparazione e nell'esecuzione di quella che sarebbe passata alla storia come la notte dei lunghi coltelli. Fu lo stesso Heydrich a provvedere alla falsificazione dei documenti che avrebbero dovuto dimostrare che le Sturmabteilungen stessero preparando un colpo di Stato, mentre Himmler portò personalmente la notizia e le "prove" del complotto di Röhm a Hitler. Il 30 giugno 1934 Röhm, i vertici delle SA e altri vecchi avversari di Hitler, come Kurt von Schleicher, Gustav von Kahr e Gregor Strasser, vennero eliminati come nemici dello Stato.
Come ricompensa per il ruolo svolto, Himmler ottenne il controllo della Gestapo, la polizia politica segreta, e, il 20 luglio 1934, Hitler firmò un decreto con il quale elevava le SS a organizzazione autonoma nell'ambito dello NSDAP. Himmler, però, non avanzò solamente all'interno del partito, ma anche nell'ambito dello Stato. Infatti, quando il Partito nazionalsocialista, il 9 marzo 1933, aveva preso il potere in Baviera, Himmler aveva assunto il controllo della polizia. Da lì mosse anche all'assorbimento delle forze di polizia degli altri Länder fino a che, nel maggio del 1934, ebbe il comando di tutte le forze di polizia, con l'eccezione di quella della Prussia, ancora sotto il controllo di Göring, in qualità di ministro dell'interno dello stato prussiano. Il 20 novembre dello stesso anno Göring, suo malgrado, gli trasmise tutti i poteri e le competenze operative della polizia prussiana.
Nel giugno del 1936 Himmler venne nominato Chef der Deutschen Polizei (ChdDtP), ovvero comandante dell'intera attività di polizia, politica e segreta, dell'intera Germania. In questa sua nuova funzione, Himmler poteva partecipare alle riunioni del governo Hitler, poiché la sua carica equivaleva a quella di un ministro. Da allora la polizia non fu più un organo dello Stato, ma uno strumento del potere del Führer. Il 26 giugno 1936 Himmler emise un decreto per procedere alla riorganizzazione della polizia tedesca. Kurt Daluege divenne comandante delle forze di polizia preposte all'ordine pubblico, Orpo, mentre Reinhard Heydrich assunse il controllo sulla polizia politica, Gestapo e su quella investigativa, SD.

### La seconda guerra mondiale e la Shoah
Il nome di Himmler è comunque indissolubilmente legato alla soluzione finale della questione ebraica. Egli delegò prima il suo braccio destro Reinhard Heydrich e, in seguito, Adolf Eichmann a portare avanti il programma di sterminio degli Untermenschen, ovvero degli inferiori rispetto alla razza ariana. Fu la guerra contro l'Unione Sovietica a offrire le condizioni per procedere all'esecuzione di una vera e propria campagna di annientamento. Per questo vennero costituite unità speciali, le famigerate Einsatzgruppen, per procedere all'eliminazione di tutti gli ebrei, i funzionari comunisti e gli zingari nelle retrovie del fronte.
Himmler si preoccupò anche della salute mentale dei propri uomini che operavano in queste missioni. Difatti, uno dei problemi più complessi da risolvere fu individuato nel riuscire a procedere all'eliminazione di grandi masse di persone, come in occasione delle fucilazioni di massa a Babi Yar in Ucraina, senza che agli esecutori ne derivassero danni psichici o rimorsi di coscienza. La soluzione finale di Himmler, per l'omicidio pulito e corretto, venne comunicata ai Gruppenführer nel discusso discorso di Posen del 4 ottobre 1943:
Alla fine, la soluzione venne trovata nell'istituzione dei campi di concentramento. Il primo lager venne costruito già nel 1933, subito dopo la vittoria alle elezioni del Partito nazista, a Dachau, vicino a Monaco di Baviera, per internare gli avversari politici. All'inizio della seconda guerra mondiale, nei sei grandi campi di concentramento allora già esistenti erano rinchiusi circa 21.000 detenuti, ma, nel 1940, questo numero era già salito a 800.000.
Dopo i campi di concentramento, l'istituzione dei campi di sterminio fu solo una conseguenza: Auschwitz, Sobibór, Chełmno, Treblinka, Bełżec, tutti istituiti nel Governatorato Generale, cioè la parte della Polonia occupata non annessa al Terzo Reich, per tenere nascosto il più a lungo possibile ciò che si stava facendo.

### Il tradimento e la morte

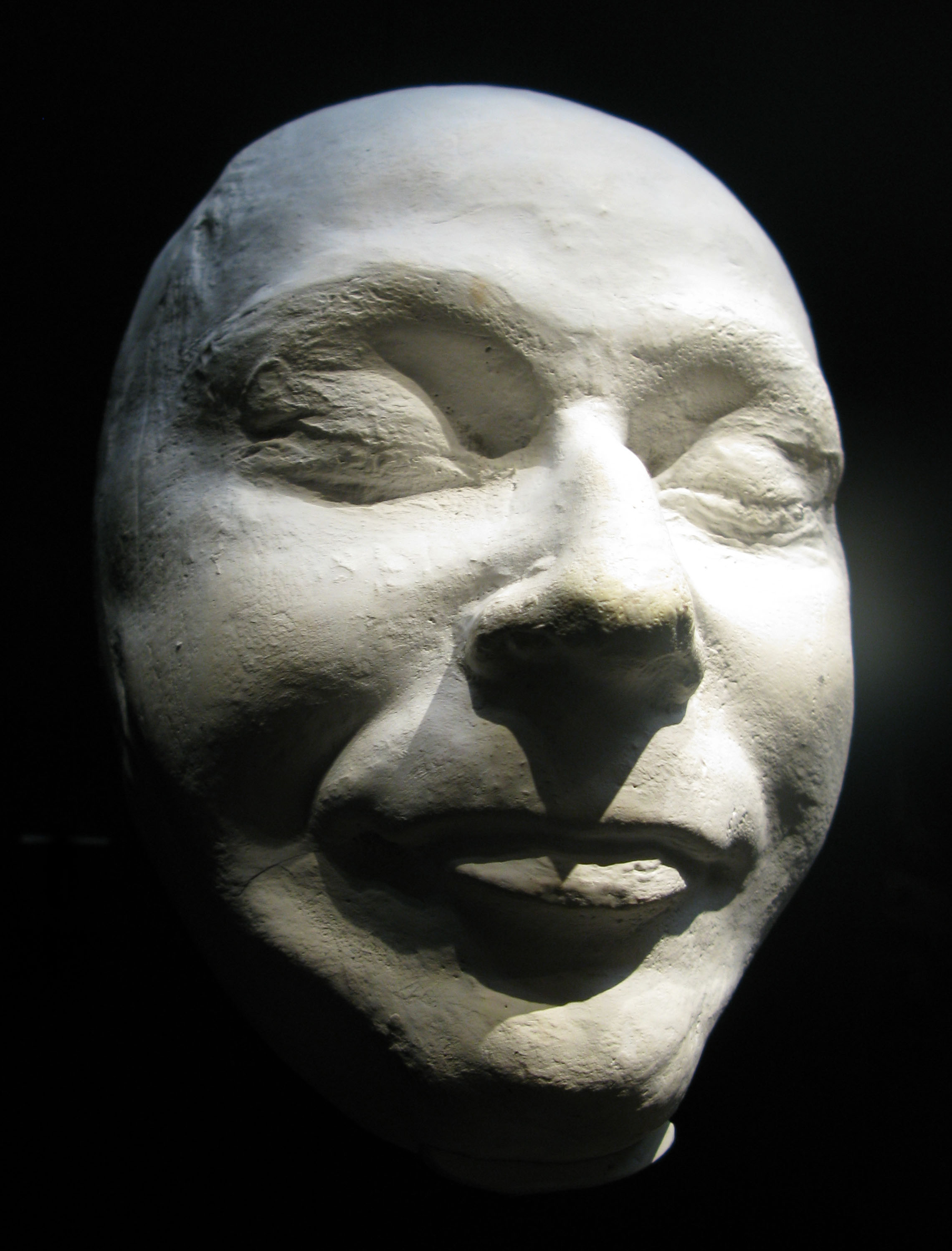
La maschera mortuaria di Himmler

Con le sorti della guerra ormai compromesse, Himmler si presentò l'ultima volta presso il Führerbunker di Hitler a Berlino, il 20 aprile 1945, in occasione del compleanno del Führer. Nelle stesse ore, nella tenuta di Felix Kersten, medico e massaggiatore personale di Himmler, lo stava aspettando Norbert Masur, un inviato del Congresso mondiale ebraico. All'incontro, avvenuto il 21 aprile, Masur chiese che fossero immediatamente liberati tutti gli ebrei detenuti nelle località da cui fosse possibile raggiungere i confini con la Svizzera e con la Svezia, oltre alla consegna, senza resistenza, dei campi di concentramento alle truppe alleate e alla liberazione di una lista di detenuti svedesi, francesi e norvegesi, oltre a mille donne ebree recluse a Ravensbrück.

Himmler si dimostrò disposto a patteggiare. Promise che gli ebrei olandesi rinchiusi a Theresienstadt e le mille donne ebree di Ravensbrück sarebbero stati liberati e che tutti i campi di concentramento sarebbero stati abbandonati, indenni, all'avvicinarsi delle truppe alleate. In realtà, Himmler sapeva benissimo che, in quegli stessi momenti, erano in corso le marce della morte dai campi di Sachsenhausen, Dachau e Flossenbürg, e lui stesso aveva impartito ordini specifici perché tutti i detenuti fossero eliminati prima dell'arrivo degli alleati.
Pochi giorni dopo, il 23 aprile, Himmler incontrò, nella cantina del consolato svedese di Lubecca, il conte Folke Bernadotte, proponendogli la resa tedesca sul fronte occidentale ma non su quello orientale; gli Alleati occidentali si guardarono bene dal prendere in considerazione la proposta di pace di Himmler; tuttavia l'offerta fatta venne divulgata attraverso la stampa e, il 28 aprile, Radio Londra annunciò: "Il Reichsführer delle SS sostiene che Hitler è morto e di esserne il successore". A Berlino, un Hitler in preda a un attacco d'ira incontenibile lo sollevò da tutti i suoi incarichi politici e militari e ne ordinò l'arresto e la fucilazione, ordini che non furono eseguiti a causa della difficile situazione di stallo in cui si trovavano tutti i reparti dell'esercito del Terzo Reich.
Tuttavia, il 1º maggio, Himmler si presentò ugualmente al nuovo Presidente del Reich, il grandammiraglio Karl Dönitz, nel tentativo di assicurarsi un posto nel nuovo governo tedesco e credendo che gli Alleati avrebbero avuto bisogno della sua esperienza nella polizia per contrastare l'avanzata del bolscevismo. Nonostante ripetuti incontri, i colloqui si risolsero in un nulla di fatto; Himmler decise allora di nascondersi, cercando di confondersi con i militari sbandati della Wehrmacht. Il 12 maggio Himmler e un piccolo drappello di uomini delle SS attraversarono l'Elba, con l'obiettivo di raggiungere la Baviera. Tra questi, vi erano l'SS-Sturmbannführer Josef Kiermaier, sua guardia del corpo, l'SS-Standartenführer Rudolf Brandt, suo assistente personale, i due aiutanti maggiori l'SS-Obersturmbannführer Werner Grothmann e l'SS-Sturmbannführer Heinz Macher, oltre ad altri sette uomini delle SS e al professor Karl Gebhardt, medico di Ravensbrück.
Il 22 maggio, alla periferia del villaggio di Barnstedt, fra Bremervörde e Amburgo, il piccolo drappello e Himmler, che aveva assunto l'identità di Heinrich Hitzinger, vennero fermati da una pattuglia militare britannica e tradotti nel campo di prigionia 031, presso Barnstedt. Himmler, rivelando la propria identità, chiese allora di avere un colloquio con il capitano T. Sylvester, comandante del campo, nel vano tentativo di assicurarsi un trattamento privilegiato.

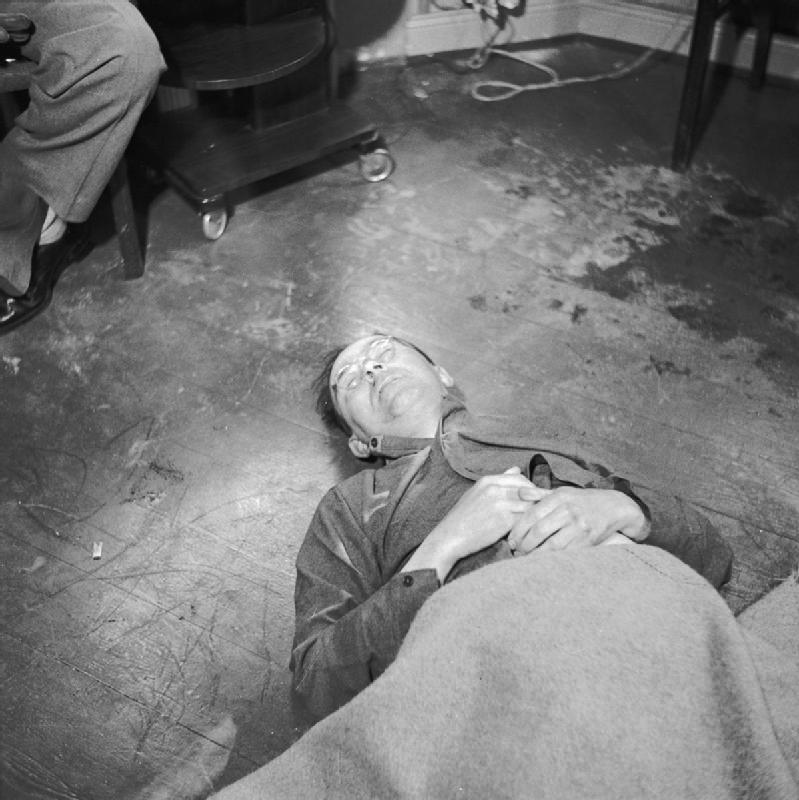
Il corpo di Heinrich Himmler nel quartier generale della 2ª Armata britannica, il 24 maggio 1945

Il giorno successivo, il 23 maggio 1945, Himmler fu sottoposto a un nuovo interrogatorio e a un'ulteriore perquisizione, per evitare che nascondesse del veleno. Fu allora che spezzò la capsula di cianuro che aveva inserito in una fessura tra i denti. I britannici gli somministrarono immediatamente un emetico e lo sottoposero a una lavanda gastrica, nel tentativo di tenerlo in vita, ma, dopo dieci minuti di agonia, Himmler morì. Nei giorni successivi, ufficiali statunitensi e sovietici ispezionarono la salma per accertarsi della vera identità. Il 26 maggio il cadavere fu interrato da alcuni soldati britannici in qualche punto di un bosco nei pressi di Luneburgo. Il suo corpo non fu mai ritrovato.

## La razza ariana e l'occulto
Negli anni dal 1933 al 1935, la tessera delle SS fu conferita a 60.000 uomini, una crescita enorme rispetto ai duecento uomini del 1929, ma pur sempre una forza modesta, se paragonata ai tre milioni di uomini delle SA. Himmler, difatti, era deciso a fare delle SS un'élite razziale, e, come lui stesso ebbe a dire nei suoi diari, esaminava personalmente le fotografie degli aspiranti e scartava quelli il cui aspetto può apparire stravagante ad un occhio tedesco. Ad esempio, a suo dire, zigomi troppo pronunciati rimandavano quasi certamente a sangue mongolo o slavo.
(Heinrich Himmler, Posen (ora Poznań), 4 ottobre 1943)
Proprio per preservare la purezza della razza ariana, il 28 ottobre 1938, Himmler fece diffondere fra tutti i membri delle SS una nota, secondo la quale era un dovere, per ogni uomo delle SS, procreare almeno quattro figli per preservare il proprio buon sangue prima della partenza per il fronte. Proprio in questa prospettiva è da sottolineare il progetto Lebensborn, Sorgente della vita, che doveva ricreare la purezza della razza ariana. Venne attuato dando cure alle donne dall'aspetto nordico in caso di gravidanza, ma anche, nel corso della guerra, germanizzando bambini non tedeschi, ma che comunque presentavano caratteri nordici. Alla fine della guerra, saranno più di ottantamila i bambini strappati alle proprie famiglie.

Himmler fu inoltre un fanatico dell'occulto e dell'ariosofia. Nell'estate del 1936, fece celebrare, a Quedlinburg, il millenario della morte di Enrico I l'Uccellatore, primo re dei tedeschi, che aveva respinto le incursioni dei boemi e dei magiari e che aveva posto le basi per la creazione del Sacro Romano Impero, e fu proprio in quell'occasione che illustrò la sua visione della missione delle SS:
Inoltre, Himmler riteneva di essere la reincarnazione dello stesso Enrico I. La partecipazione giovanile alla Società Thule contribuì ad avvicinare Himmler alla cultura pagana germanica. Nel 1937, dichiarò, durante un discorso radio:
Himmler, infatti, si considerava come il fondatore di un nuovo ordine pagano ispirato all'antica religione germanica e al wotanismo-irminismo (forme di neopaganesimo germanico), che sarebbe giunto a diffondersi per tutta l'Europa. La grande passione per la storia tedesca, i cui ideali dovevano formare le nuove generazioni, spinsero Himmler a fondare la Forschungsgemeinschaft Deutsches Ahnenerbe, Associazione per la ricerca e la diffusione dell'eredità ancestrale tedesca, che avrebbe dovuto svolgere ricerche nel campo della storia antica, studiando i fatti da un punto di vista scientifico, in maniera oggettiva e senza falsificazioni. Questa associazione finanziò una serie di scavi, alla ricerca di antiche presenze nordiche per tutta l'Europa, e una missione tedesca in Tibet. Anche per questo suo credo nel 1936 fece richiesta che il suo nominativo venisse cancellato dagli elenchi dei battezzati nella Chiesa cattolica (Kirchenaustritt).
Altro esempio concreto di questa sua forte passione per il paganesimo è Wewelsburg. Un'antica leggenda voleva che solo un castello della Vestfalia fosse sopravvissuto all'assalto degli slavi dall'Est. Per questo, nel 1934, il Reichsführer fece perlustrare in lungo e in largo la Germania occidentale, finché non trovò le rovine della fortezza di montagna di Wewelsburg, presso Paderborn, così chiamato dal nome del cavaliere brigante Wevel von Büren, che era stata un centro della resistenza dei sassoni agli unni e che era stata ricostruita, in forma triangolare, nel XVII secolo. Himmler decise allora di trasformare la fortezza nel quartier generale delle SS. Nel 1937, al termine dei lavori di ristrutturazione, Wewelsburg si era trasformato in un vero sacrario, con decine di statue di Enrico I l'Uccellatore, di Federico di Hohenstaufen e di altri eroi tedeschi. La parte più importante era il Sacrario dei defunti, una sorta di rifacimento della tavola rotonda di re Artù, che doveva ospitare le spoglie dei dodici più importanti generali delle SS.
Pur non nutrendo assolutamente alcun dubbio sul proprio operato, Himmler annotò il 26 luglio 1942 in risposta al tentativo compiuto da Alfred Rosenberg di influenzare la politica ebraica che: "i territori occupati saranno del tutto ripuliti dagli ebrei (Judenfrei). Il Führer ha fatto mettere in pratica l'implementazione di questo ordine molto difficoltoso interamente sulle mie spalle". Privatamente confessò a Felix Kersten di portare sempre con sé una copia dell'antica scrittura ariana, la Bhagavad Gita, poiché essa aveva il potere di sollevarlo di colpo da ciò che stava facendo; affermò di essere come il guerriero Arjuna il quale stava semplicemente facendo il proprio dovere senza attaccarsi alle sue azioni come raccomandatogli da Krishna/Vishnu nel Mahabarata..

## I diari di Himmler
I diari di Himmler sono una considerevole serie di scritti realizzati per conto del Reichsführer da alcuni suoi stretti collaboratori che riportano la cronistoria giornaliera delle variegate attività, degli ordini, degli aspetti della vita privata e della stessa gestione dell'Olocausto. Considerato dagli studiosi, solo dopo Hitler, la persona più potente e più influente del Terzo Reich, i diari riportano infatti anche le decisioni di Himmler che riguardarono l'attuazione della "soluzione finale". Ad avviso degli storici i diari «sono una grande scoperta». Lo storico, Nikolaus Katzer, direttore dell'Istituto storico tedesco di Mosca ha affermato che: «"[...] L'importanza di questi documenti è che otteniamo una migliore comprensione strutturale dell'ultima fase della guerra [...] fornendo informazioni sul ruolo mutevole di Himmler, sull'élite delle SS e più in generale sull'intera leadership tedesca"».
I diari furono sequestrati a Berlino, nell'ultima fase della seconda guerra mondiale, dai sovietici dell'Armata Rossa e furono conservati per diverso tempo nella DDR, per cui inaccessibili a tutti. Furono trovati nel 2013 in Russia, in un archivio del ministero della difesa a Podolsk. riferiti agli anni 1938, 1943 e 1944
Questo ritrovamento si aggiungeva a un precedente altro diario trovato nel 1990 che riportava la cronistoria riferita agli anni 1941 e 1942.

### Contenuto dei diari
La scoperta e l'analisi iniziale dei contenuti dei diari è stata oggetto di stupore e allo stesso tempo di perplessità degli stessi studiosi. Dalla lettura delle pagine gli studiosi hanno soprattutto evinto l'indifferenza con la quale Himmler passava senza essere in alcun modo turbato, da affettuose telefonate fatte alla moglie e soprattutto alla adorata sua unica figlia che chiamerà sempre con il nomignolo "Puppi" (meglio conosciuta come Gudrun, la signora Burwitz che nel dopoguerra sarà una zelante sostenitrice della ideologia nazista del padre e farà parte di una organizzazione illegale che presterà aiuto ai nazisti del Reich fuggiti dalla Germania, oltre che negazionista visto che definiva i crimini del padre come "bugie degli Alleati"), a spietati ordini di morte e massacri, annunci di visite ai campi di sterminio, e note con particolari riguardanti lo sterminio, il tutto trascritto nel resoconto dello stesso giorno nelle pagine dei diari.
Esempi di avvenimenti diversi trascritti nei diari in un "tipico giorno", è chiaramente riportato in uno schema cronologico proposto dalla rivista statunitense The Sun nell'edizione britannica nell'articolo del giornalista Martin Phillips il 2 agosto 2016 riferito al giorno 12 febbraio 1943 del diario, quando Himmler volò dal suo quartier generale al campo delle SS a Lublino. Gli avvenimenti trascritti nel diario sono i seguenti:
- 12.00: Sbarco a Lublino; Pick-up da SS Obergruppenfuhrer Kruger e da SS Gruppenfuhrer Globocnik; Cibo nel hotel dell'aeroporto.
- 12.30: Vado in auto a Chelmmo.
- 14.00: Andato a Chelmno con il treno speciale al SS Sonderkommando.
- 15.00 - 16.00: Tour al SS Sonderkommando [di Chelmno].[19]

Martin Phillips fa notare che quello che Himmler non fece trascrivere è la natura della sua visita al SS Sonderkommando di Chelmno. Tutte le testimonianze sia degli stessi nazisti che di internati asseriscono chiaramente che vi andò per testare e vedere di persona l'efficacia del gas sprigionato dai motori diesel e immesso nelle camere a gas. E manca ancora di far scrivere che il macabro spettacolo che si organizzò in onore del Reichsführer per fargli testare personalmente l'efficacia di quel metodo di morte fu che, visto che per quel giorno non c'erano "vittime" in programma da eliminare per poter esemplificare dell'efficacia dei gas di scarico, «quattrocento giovani donne e ragazze ebree furono portate dal ghetto di Lublino per essere messe a morte».
Ancora più sbalorditiva appare «la natura sobria delle voci su eventi estremamente significativi» come la voce del 4 ottobre 1943, che trascrivono una visita a Poznan (Posen), città della Polonia occupata per una serie di incontri. Viene quindi trascritto un "comune" pranzo e alle "17.30 la scarna e innocua trascrizione di: discorso agli ufficiali delle SS". La storia documentata dagli stessi nazisti, dai sopravvissuti e dagli stessi storici descrivono precisamente in cosa consisteva quello che poteva sembrare un semplice «discorso agli ufficiali nazisti». Il discorso, infatti, noto alla storia come uno dei discorsi di Posen fu la violenta e pubblica descrizione esplicita dell'Olocausto, nel quale Himmler asseriva chiaramente la missione delle SS come "lo sterminio della razza ebraica".